# Schaeffersheim
Schaeffersheim település Franciaországban, Bas-Rhin megyében. Lakosainak száma 841 fő (2022. január 1.). Schaeffersheim Bolsenheim, Erstein, Limersheim és Meistratzheim községekkel határos.

## Népesség
A település népessége az elmúlt években az alábbi módon változott:
| Lakosok száma | 841  | 857  | 856  | 835  | 824  | 821  | 810  | 804  | 841  |
|               | 2013 | 2015 | 2016 | 2017 | 2018 | 2019 | 2020 | 2021 | 2022 |